# Wereldkampioenschappen schansspringen 2009
De wereldkampioenschappen schansspringen 2009 werden van 19 tot en met 28 februari 2009 georganiseerd in de Tsjechische stad Liberec, als onderdeel van de wereldkampioenschappen noords skiën 2009.
Voor het eerst in de geschiedenis werd ook een wedstrijd voor vrouwen worden georganiseerd tijdens de WK.

## Programma
| Datum      | Uur   | Discipline             | Detail                           |
| ---------- | ----- | ---------------------- | -------------------------------- |
| 20/02/2009 | 10.30 | normale schans (HS100) | individueel vrouwen (2 sprongen) |
| 21/02/2009 | 16.00 | normale schans (HS100) | individueel mannen (2 sprongen)  |
| 27/02/2009 | 16.00 | grote schans (HS134)   | individueel mannen (2 sprongen)  |
| 28/02/2009 | 16.00 | grote schans (HS134)   | team mannen                      |

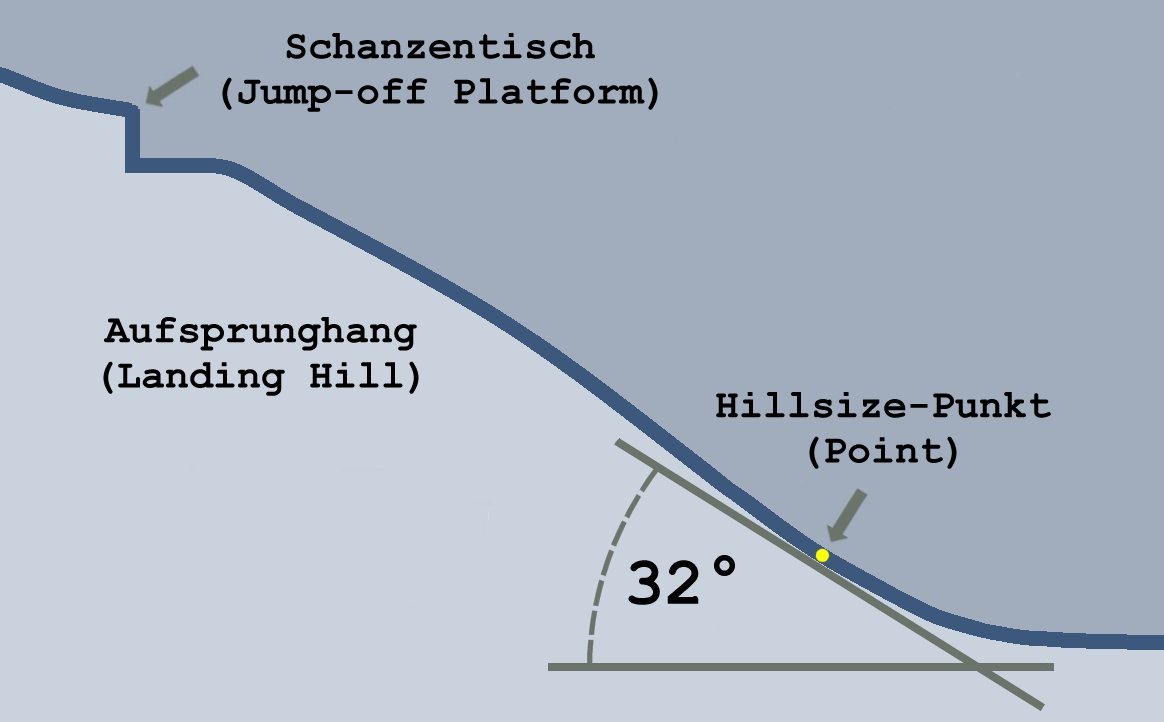
Hillsize-punt

De letters HS staat voor Hillsize waarbij HS100 en HS134 staat voor de afstand in meters van punt van afsprong (de schans) tot het 32-gradenpunt op de landingshelling. Dit punt ligt op elke schans weer anders.

## Resultaten mannen

### Normale schans
| #      | Naam                  | Land | Sprong 1 | Sprong 2 | Punten |
| ------ | --------------------- | ---- | -------- | -------- | ------ |
| Goud   | Wolfgang Loitzl       | AUT  | 103,5 m  | 99,0 m   | 282,0  |
| Zilver | Gregor Schlierenzauer | AUT  | 102,0 m  | 99,0 m   | 275,0  |
| Brons  | Simon Ammann          | SUI  | 102,0 m  | 99,5 m   | 274,5  |
| 4      | Kamil Stoch           | POL  | 99,5 m   | 100,5 m  | 270,0  |
| 5      | Martin Schmitt        | GER  | 100,5 m  | 98,0 m   | 269,0  |
| 6      | Andreas Küttel        | SUI  | 98,5 m   | 99,0 m   | 268,0  |
| 7      | Ville Larinto         | FIN  | 101,0 m  | 95,0 m   | 264,5  |
| 8      | Thomas Morgenstern    | AUT  | 101,5 m  | 101,5 m  | 260,5  |
| 9      | Roman Koudelka        | CZE  | 96,5 m   | 97,0 m   | 258,5  |
| 10     | Dmitri Vasiljev       | RUS  | 94,5 m   | 98,5 m   | 256,0  |
| ...    |                       |      |          |          |        |
| 13     | Harri Olli            | FIN  | 104,5 m  | 87,0 m   | 251,5  |

### Grote schans
De wedstrijd op de grote schans werd maar met een ronde gehouden. De tweede ronde werd met nog zeven atleten te gaan stilgelegd wegens hevige sneeuwval en wind. Vervolgens besliste de jury de hele tweede ronde opnieuw te starten, maar tevergeefs. Uiteindelijk werd besloten de eerste ronde als einduitslag op te nemen.
| #      | Naam                  | Land | Sprong 1 | Punten |
| ------ | --------------------- | ---- | -------- | ------ |
| Goud   | Andreas Küttel        | SUI  | 133,5 m  | 141,3  |
| Zilver | Martin Schmitt        | GER  | 133,0 m  | 140,9  |
| Brons  | Anders Jacobsen       | NOR  | 132,5 m  | 139,5  |
| 4      | Gregor Schlierenzauer | AUT  | 132,0 m  | 138,6  |
| 5      | Anders Bardal         | NOR  | 131,0 m  | 135,8  |
| 6      | Wolfgang Loitzl       | AUT  | 128,5 m  | 132,3  |
| 7      | Dmitri Vasiljev       | RUS  | 129,5 m  | 132,1  |
| 8      | Simon Ammann          | SUI  | 129,0 m  | 131,7  |
| 9      | Roman Koudelka        | CZE  | 128,0 m  | 131,4  |
| 10     | Thomas Morgenstern    | AUT  | 128,0 m  | 130,4  |

### Team
Er namen 12 teams deel aan de landencompetitie, slechts acht landen kwalificeerden zich voor de tweede ronde. Rusland en Duitsland werden respectievelijk negende en tiende en werden zo verrassend al in de eerste ronde uitgeschakeld.
| #      | Land       | Atleten                                                                    | Sprongen                                                        | Puntentotaal |
| ------ | ---------- | -------------------------------------------------------------------------- | --------------------------------------------------------------- | ------------ |
| Goud   | Oostenrijk | Wolfgang Loitzl Martin Koch Thomas Morgenstern Gregor Schlierenzauer       | 131,0 - 136,0 m 121,0 - 134,0 m 123,0 - 123,0 m 127,5 - 123,0 m | 1034,3       |
| Zilver | Noorwegen  | Anders Bardal Tom Hilde Johan Remen Evensen Anders Jacobsen                | 128,0 - 133,0 m 122,0 - 129,0 m 118,5 - 129,0 m 126,5 - 117,5 m | 1000,8       |
| Brons  | Japan      | Shohei Tochimoto Takanobu Okabe Daiki Ito Noriaki Kasai                    | 123,5 - 127,0 m 127,0 - 135,0 m 118,5 - 123,5 m 122,0 - 120,0 m | 981,2        |
| 4      | Polen      | Kamil Stoch Lukasz Rutkowski Stefan Hula Adam Małysz                       | 123,0 - 126,0 m 121,0 - 123,0 m 127,0 - 125,0 m 121,0 - 123,5 m | 972,1        |
| 5      | Tsjechië   | Lukas Hlava Ondrej Vaculik Jakub Janda Roman Koudelka                      | 120,0 - 125,0 m 118,5 - 123,5 m 125,5 - 129,0 124,0 - 118,0     | 963,3        |
| 6      | Finland    | Matti Hautamäki Kalle Keituri Ville Larinto Harri Olli                     | 128,5 - 131,5 m 119,5 - 124,5 m 118,5 - 125,5 m 121,0 - 108,5   | 947,5        |
| 7      | Slovenië   | Mitja Meznar Jernej Damjan Robert Hrgota Robert Kranjec                    | 117,0 - 115,0 m 122,0 - 130,5 m 116,5 - 117,5 m 123,0 - 123,0 m | 914,6        |
| 8      | Frankrijk  | Vincent Descombes Sevoie Alexandre Mabboux David Lazzaroni Emmanuel Chedal | 120,5 - 120,5 m 113,0 - 112,0 m 116,0 - 115,5 m 122,5 - 122,5 m | 874,5        |

## Resultaten vrouwen
Bij de vrouwen stond alleen een wedstrijd op de kleine schans op het programma.
| #      | Naam              | Land | Sprong 1 | Sprong 2 | Punten |
| ------ | ----------------- | ---- | -------- | -------- | ------ |
| Goud   | Lindsey Van       | USA  | 89,0 m   | 97,5 m   | 243,0  |
| Zilver | Ulrike Gräßler    | GER  | 93,5 m   | 93,0 m   | 239,0  |
| Brons  | Anette Sagen      | NOR  | 93,5 m   | 94,0 m   | 238,5  |
| 4      | Daniela Iraschko  | AUT  | 89,0 m   | 91,0 m   | 228,0  |
| 5      | Coline Mattel     | FRA  | 90,0 m   | 87,5 m   | 220,5  |
| 6      | Jessica Jerome    | USA  | 80,5 m   | 91,0 m   | 207,0  |
| 7      | Magdalena Schnurr | GER  | 89,0 m   | 81,5 m   | 205,0  |
| 8      | Anna Häfele       | GER  | 88,5 m   | 82,5 m   | 204,5  |
| 9      | Line Jahr         | NOR  | 88,0 m   | 81,5 m   | 201,0  |
| 10     | Ayumi Watase      | JPN  | 76,5 m   | 90,5 m   | 197,5  |

De Nederlandse Wendy Vuik wordt 23e, landgenote Lara Thomae eindigt na de tweede ronde op de 31e plaats.
Schansspringen · Noordse combinatie · Langlaufen